# Bharinka storeyi
Bharinka storeyi är en insektsart som beskrevs av Webb 1983. Bharinka storeyi ingår i släktet Bharinka och familjen dvärgstritar. Inga underarter finns listade i Catalogue of Life.